# Zach Galifianakis
Zacharius Knight 'Zach' Galifianakis (Wilkesboro, 1 oktober 1969) is een Amerikaans komiek en acteur van Griekse afkomst. Hij speelt doorgaans sociaal onaangepaste, wereldvreemde personages. Hij maakte in 1996 zijn acteerdebuut toen hij verschillende keren verscheen als Bobby in de komedieserie Boston Common. Hij brak door als Alan in de filmkomedie The Hangover, een rol die hij herpakte in The Hangover Part II en The Hangover Part III. Hij staat bekend om zijn absurde typetjes.

## Filmografie
*Exclusief televisiefilms
| - Lilo & Stitch (2025) - Ron's Gone Wrong (2021, stem) - Between Two Ferns: The Movie (2019) - Missing Link (2019, stem) - The Sunlit Night (2019) - A Wrinkle in Time (2018) - Tulip Fever (2017) - The Lego Batman Movie (2017, stem) - Keeping Up with the Joneses (2016) - Masterminds (2016) - Birdman (2014) - Muppets Most Wanted (2014) - The Hangover Part III (2013) - The Campaign (2012) - The Muppets (2011) - Puss in Boots (2011, stem) - The Hangover Part II (2011) - Due Date (2010) - It's Kind of a Funny Story (2010) - Dinner for Schmucks (2010) | - Up in the Air (2009) - Youth in Revolt (2009) - G-Force (2009) - The Hangover (2009) - Gigantic (2008) - Visioneers (2008) - What Happens in Vegas... (2008) - Have Tig at Your Party (2008) - Into the Wild (2007) - Zach & Avery of Fergus (2004) - Stella Shorts 1998-2002 (2002) - Below (2002) - Out Cold (2001) - Corky Romano (2001) - Bubble Boy (2001) - Heartbreakers (2001) - Flushed (1999) - The King and Me (1999) |

## Televisieseries
*Exclusief eenmalige gastrollen
- Only Murders in the Building - zichzelf (gastrol seizoen 4, 2024)
- Baskets – Chip Baskets / Dale Baskets (40 afleveringen, 2016–2019)
- Bob's Burgers – stem Felix (11 afleveringen, 2012–2017)
- Tim and Eric's Bedtime Stories – Zach (2 afleveringen, 2013–2014)
- Bored to Death – Ray Hueston (24 afleveringen, 2009–2011)
- Tim and Eric Awesome Show, Great Job! – Tairy Greene (6 afleveringen, 2007–2010)
- Reno 911! – Frisbee (4 afleveringen, 2005–2007)
- Tom Goes to the Mayor – Dr. Vickerson (2 afleveringen, 2006)
- Dog Bites Man – Alan Finger (9 afleveringen, 2006)
- Tru Calling – Davis (27 afleveringen, 2003–2005)
- Apt. 2F – Zach (5 afleveringen, 1997)
- Boston Common – Bobby (5 afleveringen, 1996–1997)

## Privé
Galifianakis trouwde in 2012 in Vancouver. Zijn vrouw en hij werden in september 2013 ouders van hun eerste kind, een zoon. In november 2016 kregen zij hun tweede zoon. 
- Biblioteca Nacional de España: XX5168260
- Bibliothèque nationale de France: cb161990695 (data)
- Gemeinsame Normdatei: 140279601
- International Standard Name Identifier: 0000 0001 1472 1368
- Library of Congress Control Number: no2005099351
- MusicBrainz: b832c492-263e-4948-96d8-b4868ef6a53d
- Nationale Bibliotheek van Tsjechië: xx0146041
- Nationale Bibliotheek van Israël: 987007339414605171
- Nederlandse Thesaurus van Auteursnamen: 362914435
- Système universitaire de documentation: 14229098X
- Virtual International Authority File: 48969525
- WorldCat: E39PBJhhkpBMDHkG3FddMmtMyd